# Dekanat Białystok – Bacieczki
Dekanat Białystok – Bacieczki – jeden z 13 dekanatów w rzymskokatolickiej archidiecezji białostockiej.

## Parafie
W skład dekanatu wchodzi 11 parafii:
- parafia NMP Królowej Rodzin w Białymstoku
- parafia św. Faustyny Kowalskiej w Białymstoku
- parafia św. Floriana w Białymstoku
- parafia św. Kazimierza Królewicza w Białymstoku
- parafia św. Krzysztofa w Białymstoku
- parafia Wszystkich Świętych w Białymstoku
- parafia Zmartwychwstania Pańskiego w Białymstoku
- parafia Zwiastowania NMP w Dobrzyniewie Kościelnym
- parafia św. Franciszka z Asyżu w Fastach
- parafia NMP Nieustającej Pomocy w Kozińcach
- parafia Miłosierdzia Bożego w Pogorzałkach

## Sąsiednie dekanaty
Białystok – Białostoczek, Białystok – Nowe Miasto, Białystok – Starosielce, Białystok – Śródmieście, Knyszyn, Kobylin (diec. łomżyńska), Wasilków